# Episodi di Hercules (sesta stagione)
La sesta e ultima stagione della serie televisiva Hercules, composta da 8 episodi, è stata trasmessa per la prima volta negli Stati Uniti. Le fonti differiscono sulle date di prima visione americana, infatti, secondo IMDb, Rotten Tomatoes e Metacritic gli episodi sono stati trasmessi in prima visione dal 27 settembre al 22 novembre 1999, mentre secondo The TVDB e TMDB gli episodi sono stati trasmessi dal 2 ottobre al 27 novembre 1999.
| nº | Titolo originale           | Titolo italiano                            | Prima TV USA      | Prima TV Italia |
| -- | -------------------------- | ------------------------------------------ | ----------------- | --------------- |
| 1  | Be Deviled                 | Hercules posseduto dal male                | 27 settembre 1999 |                 |
| 2  | Love, Amazon Style         | Hercules e il litigio tra Venere e Vulcano | 4 ottobre 1999    |                 |
| 3  | Rebel with a Cause         | Hercules contro il perfido Creonte         | 11 ottobre 1999   |                 |
| 4  | Darkness Visible           | Hercules contro i vampiri                  | 18 ottobre 1999   |                 |
| 5  | Hercules, Tramps & Thieves | Hercules e il monte dei Paschi di Grecia   | 1º novembre 1999  |                 |
| 6  | City of the Dead           | Hercules in Egitto                         | 8 novembre 1999   |                 |
| 7  | A Wicked Good Time         | Hercules e il sortilegio                   | 15 novembre 1999  |                 |
| 8  | Full Circle                | Hercules e i poteri di Evander             | 22 novembre 1999  |                 |

## Hercules posseduto dal male
- Titolo originale: Be Deviled
- Diretto da: Mark Beesley
- Scritto da: Paul Robert Coyle

### Trama
Arciana è una criminale detenuta in carcere che riesce a evadere dopo aver scatenato una rivolta insieme agli altri detenuti, che decidono di diventare i suoi tirapiedi. Dal fuoco di una fucina, fa la sua comparsa un uomo sotto lo sguardo incredulo di due fabbri. Egli brucia vivo uno dei due uomini proiettando del fuoco dalla propria mano. Poi si rivolge al secondo fabbro dicendo che ha bisogno di lui per consegnare un messaggio a Hercules.
Quando Hercules e Iolao vengono a sapere che Arciana è fuggita di prigione per entrare in possesso della Spada di Giunone (che i suoi fedeli spostano da un tempio all'altro) si mettono sulle sue tracce, ma poi fa la sua comparsa Serena, la donna che Hercules aveva sposato. Hercules, dopo un breve scambio di parole, capisce che quella non è Serena, ma un'entità malvagia che ha assunto le sue sembianze. L'entità si fa chiamare "Peccato" (il Serpente) e ha deciso di presentarsi a Hercules assumendo le sembianze di una persona che lui conosce. Peccato spiega a Hercules e Iolao di essere la regnante di una dimensione infernale parallela a quella di Plutone: a volte nell'Averno giungono delle anime troppo crudeli che nemmeno Plutone è capace di gestire e che dunque vengono assegnate al regno infernale che è sotto il dominio di Peccato, una di queste è quella di Xerxos che però è fuggito, e lei vuole che Hercules lo riporti nel Regno degli Inferi. 
Quando Hercules scopre che Xerxos è tornato nel mondo dei vivi, preferisce dare a lui la priorità piuttosto che ad Arciana, rivelando a Iolao che Xerxos (da sempre contraddistinto da un'incoercibile cattiveria) uccise i suoi genitori da adolescente e quando durante il processo gli chiesero perché lo avesse fatto lui rispose dicendo: "Mi sono divertito". Fu condannato a morte per l'omicidio dei genitori, ma fuggì, continuando a uccidere finché Hercules non lo catturò e lo consegnò alle autorità che lo giustiziarono. 
Poi Hercules e Iolao trovano il cadavere del secondo fabbro appeso a testa in giù; nella bocca del morto, Hercules trova un pezzo di carta con la scritta "mi sono divertito". Peccato spiega a Hercules che Xerxos evadendo dalla dimensione infernale ha acquisito dei poteri immensi, mentre lei non può esercitare molto potere nel mondo mortale, ma in compenso può donare a Hercules la forza necessaria per sconfiggere Xerxos. Pur tentato, Hercules rifiuta l'offerta. 
Xerxos attira in una trappola le guardie carcerarie che stanno dando la caccia ad Arciana uccidendo alcune di loro, poi intervengono Hercules e Iolao che lo affrontano insieme, ma non possono nulla contro la sua forza: Xerxos sembra imbattibile. Hercules lo scaraventa contro un pezzo di legno che lo trafigge da parte a parte, ma nemmeno questo riesce a ucciderlo. Anche se Xerxos afferma che potrebbe uccidere Hercules, preferisce che lui continui a vivere in modo che la rabbia per tutta la scia di morti che Xerxos si lascerà dietro lo tormenti. Xerxos, sotto lo sguardo sconcertato di Hercules e Iolao, si trasforma in un demone alato e si allontana. Peccato offre ancora una volta a Hercules il potere di battere Xerxos: pur ritenendo che Hercules possa sconfiggerlo con le sue sole forze ci impiegherebbe troppo tempo e intanto Xerxos ucciderà altra gente, ma con i poteri che Peccato gli offrirà, Hercules lo batterà facilmente. Iolao cerca di scoraggiare Hercules ad accettare l'offerta, ma questa volta Hercules accetta e Peccato lo bacia trasmettendogli i poteri per sconfiggere Xerxos. 
Peccato rivela a Hercules e Iolao che Xerxos, pur uccidendo i genitori, risparmiò la sua sorellina, Hercules capisce che si tratta di Arciana, infatti Xerxos si è messo sulle sue tracce. Peccato spiega a Hercules che Arciana, pur essendo cattiva quanto Xerxos, lo è diventata solo per via del dolore che ha provato in orfanotrofio in reazione alla morte dei genitori. Xerxos visita la tomba dei suoi genitori, un becchino gli rivela che Arciana per un po' di tempo aveva portato dei fiori in loro memoria, ma poi ha smesso. Iolao si sta rendendo conto che Hercules è diventato cinico e aggressivo, non tarda a capire che il potere che Peccato gli ha conferito alimenta la sua cattiveria, tanto che Hercules ammette che intende uccidere non solo Xerxos, ma anche Arciana, ignari che Peccato e Xerxos li stanno osservando. La loro, infatti, è solo una messa in scena: Peccato ha liberato Xerxos dal regno infernale solo per avere la possibilità di rendere cattivo Hercules attraverso i poteri che gli ha offerto, mentre Xerxos, per ragioni ignote a Peccato, ha chiesto in cambio di poter vedere Arciana. Quest'ultima viene attaccata dalle guardie carcerarie che lei e i suoi uomini riescono a sconfiggere. Poi interviene Peccato che con i suoi poteri fa in modo che la guardia che stava per uccidere Arciana si autoinfligga una pugnalata allo stomaco, rivelandole la posizione del tempio dove la Spada di Giunone è custodita. 
Intanto, Xerxos va nell'orfanotrofio dove Arciana aveva vissuto e uccide il direttore della struttura, colpevole di aver più volte picchiato Arciana. Iolao, capendo che Hercules non è più in grado di contenere la cattiveria che ora anima il suo spirito, si allontana da lui preferendo cercare Arciana da solo e trovandola al tempio di Giunone. Ora Arciana possiede la Spada di Giunone e la usa per scagliare un fulmine contro Iolao (benché quest'ultimo volesse solo proteggerla) e proprio quando sta per ucciderlo, Xerxos salva Iolao disarmando sua sorella. Arciana è esterrefatta nel vedere il fratello, e Xerxos si trasforma nel demone alato davanti a lei proiettando nella mente della sorella i suoi ricordi del regno infernale, in modo da far capire ad Arciana quale sarà il suo destino se proseguirà nel cammino del male. L'obiettivo di Xerxos è aiutare sua sorella a redimersi sapendo che nel profondo lei ha un cuore buono. Fa la sua comparsa Hercules il cui volto assume delle fattezze demoniache perché usa a pieno il potere concessogli da Peccato. Iolao decide di usare contro Hercules la Spada di Giunone: è pronto a ucciderlo pur di impedirgli di diventare uno spietato assassino, ma Hercules afferra la lama della spada e la toglie dalle mani di Iolao, colpendolo con un pugno. Hercules attacca Xerxos, quest'ultimo lo ferisce al braccio sinistro, si alza in volo afferrando Hercules per il collo e lo scaraventa contro una parete, Hercules lo colpisce con un calcio, si arrampica sopra la schiena di Xerxos e gli strappa l'ala destra, facendolo cadere al suolo. Hercules gode nel vederlo sconfitto e afferra una statua con l'intento di usarla per uccidere Xerxos, ma Iolao lo supplica di risparmiargli la vita. Peccato si mette a urlare incoraggiando Hercules a uccidere Xerxos, Iolao e Arciana, ma quando Hercules guarda Iolao ritorna come prima liberandosi del potere di Peccato e con esso dell'influenza malvagia che lo stava manovrando. Adesso Hercules ha capito che Xerxos non era fuggito dal regno infernale, ma era stata Peccato a liberarlo in modo da condannare l'anima di Hercules, se quest'ultimo lo avesse ucciso con il potere che Peccato gli aveva dato. Peccato promette ad Arciana che un giorno lei sarà sua, ma quest'ultima afferma che non accadrà, probabilmente ha deciso di redimersi. Anche se il piano di Peccato è fallito, lei si ritiene comunque soddisfatta perché ora ha la certezza che anche in Hercules c'è del male. Hercules non nega che desiderava uccidere Xerxos, ma promette a Peccato che non permetterà mai al male di contaminare il suo cuore. Peccato scompare riportando Xerxos nel suo regno infernale, mentre Arciana visita la tomba dei suoi genitori accompagnata da Iolao e Hercules, quest'ultimo decide di non riportarla in prigione ritenendo che Arciana abbia già sofferto abbastanza.
- Guest star: Jeremy Roberts (Xerxos), Katie Wolfe (Arciana).
- Altri interpreti: Sam Sorbo (Serena/Peccato).

## Hercules e il litigio tra Venere e Vulcano
- Titolo originale: Love, Amazon Style
- Diretto da: David Grossman
- Scritto da: Adam Armus, Nora Kay Foster (accreditata come Kay Foster)

### Trama
Mentre Hercules e Iolao sono a caccia, i due incontrano Venere che è a cavallo: la dea sembra assorta nei suoi pensieri, poi proseguendo la sua cavalcata vede una tribù di Amazzoni, guidate da Kayla e impegnate in una celebrazione tribale. Venere per gioco decide di infondere nelle donne Amazzoni il potere dell'amore. Poco dopo Hercules e Iolao scoprono che le Amazzoni lavorano per il dio Deimos (e il suo protetto Vargus) come locandiere: praticamente pur rimanendo coscienti sono costrette a ubbidire agli ordini impartiti dagli uomini, benché comunque Deimos tende a precisare che non è stata opera sua, ma di Venere: è lei che ha fatto il sortilegio alle Amazzoni, Deimos si è solo limitato ad approfittarsene. Kayla non ha mai sopportato gli uomini, infatti anche se Iolao si offre di aiutarla lei per orgoglio lo tiene a distanza, limitandosi a dirgli che per loro è impossibile voltare le spalle a Deimos in quanto quest'ultimo ha dato alle Amazzoni l'ordine di non fare nulla che possa contraddire le sue istruzioni. Hercules va da Venere a trovarla nel suo tempio, pretende da sua sorella una spiegazione, Venere ammette che l'incantesimo che ha fatto alle Amazzoni non ha avuto l'esito sperato anche perché di recente lei e Vulcano hanno litigato, si sono lasciati, e il dolore di aver perso l'uomo che ama non le permette di usare al meglio i suoi poteri. Visto che Hercules e Vulcano sono buoni amici, va a trovarlo: anche lui soffre per la rottura con Venere, non riesce più a costruire nulla di funzionante e non appena Hercules nomina Venere arriva quasi ad aggredirlo.  
Per qualche motivo, Deimos e Vargus costringono le Amazzoni a lavorare in una miniera, sembra che vogliano che le guerriere trovino qualcosa a cui sono interessati, inoltre Deimos affida a un'amazzone un incarico particolare. Hercules conduce Vulcano nel tempio di Venere, entrambi sono felici di vedersi, Hercules cerca di istruire Vulcano in modo da suggerirgli le parole giuste per riconquistare Venere, ma l'amazzone che Deimos aveva incaricato di allontanare Vulcano da Venere, lo bacia davanti a lei in modo da farli nuovamente litigare. Deimos non vuole che Venere si riconcili con Vulcano così da impedirle poi di liberare le Amazzoni dal suo controllo.  
Iolao cerca di convincere Kayla a rivelargli il motivo per cui Deimos è interessato alle Amazzoni, e lei gli spiega che anche se Hercules distrusse la pietra di Kronos la dea Diana diede alle Amazzoni il compito di ricrearla dai suoi frammenti e di nasconderla. Deimos non è riuscito ancora a trovarla solo perché Kayla è la sola che sa dove è custodita. Se il dio dovesse ottenere la pietra di Kronos avrà un potere superiore a quello di Giove e potrà spodestare il re degli dei. Deimos ascolta la conversazione e cattura Iolao con l'aiuto di Vargus, costringendo Kayla a rivelargli dove trovare la pietra di Kronos. Hercules, avvertito da Venere che Iolao era stato catturato, va a liberarlo sconfiggendo gli uomini di Deimos.  
Intanto, sebbene Venere e Vulcano continuino a bisticciare, decidono di aiutare Hercules e Iolao. Purtroppo però i due con i loro litigi sono soltanto un intralcio, Vulcano accusa Venere di non aver mai mostrato interesse per il suo lavoro, mentre quest'ultima si sentiva trascurata dal proprio compagno. Hercules li ammanetta in modo da costringerli a stare insieme così che possano chiarirsi. Deimos ordina alle Amazzoni di attaccare Hercules e Iolao, i due affrontano le guerriere che li mettono in seria difficoltà, ma poi decidono di fuggire. Deimos trova la pietra di Kronos che gli conferisce un potere enorme con il quale decide di uccidere Vargus, ma quest'ultimo viene salvato da Hercules che combatte contro Deimos, mentre Iolao affronta le Amazzoni tenendole impegnate. Venere e Vulcano finalmente fanno pace, mentre Deimos lancia contro Hercules una sfera di energia, quest'ultimo la evita e la sfera colpisce Venere e Vulcano distruggendo le manette e liberandoli. La coppia suggella la propria riconciliazione con un bacio e Venere spezza il sortilegio che rendevano le Amazzoni schiave di Deimos.  
Hercules toglie la pietra di Kronos dalle mani di Deimos, che dunque non può più attingere potere dall'oggetto, e sconfigge il dio con un pugno costringendolo alla fuga. Le Amazzoni decidono di uccidere Vargus, ma Hercules le convince a risparmiarlo, preferendo umiliare Vargus e facendo di lui un servo delle Amazzoni. Iolao e Kayla si dicono addio da buoni amici, quest'ultima grazie a lui ha capito che esistono anche uomini con un animo nobile. 
- Guest star: Ben Cooke (Gang Leader), Sonia Gray (Beautiful Amazon), Joel Tobeck (Deimos), Simone Kessell (Kayla), Campbell Cooley (Vargus), Amber Sainsbury (Amazzone).
- Altri interpreti: Alexandra Tydings (Venere), Jason Hoyte (Vulcano).

## Hercules contro il perfido Creonte
- Titolo originale: Rebel with a Cause
- Diretto da: Garth Maxwell
- Scritto da: Lisa Klink

### Trama
Edipo, ormai privo della vista, viene perseguitato dal fantasma della defunta moglie Giocasta la quale lo avverte: Tebe sarà perduta se Creonte continuerà a governarla, la sola salvezza sarebbe se a sedere sul trono fosse la loro figlia Antigone. 
Nel frattempo, Hercules arriva a Tebe e vede con sconcerto che il corpo di Polinice (il figlio di Edipo), ormai ridotto a uno scheletro, è appeso in bella vista. Edipo tenta il suicidio, ma Hercules gli impedisce di fare una sciocchezza. In passato, Edipo divenne il re di Tebe uccidendo Laio, inconsapevole del fatto che egli era suo padre, e sposò poi la sua vedova Giocasta, ignaro che quest'ultima era sua madre. Successivamente il fratello di Giocasta, Creonte, prese il controllo di Tebe detronizzando Edipo, proclamandosi nuovo re e istaurando una tirannia. Polinice tentò di ribellarsi alla tirannia dello zio, ma venne giustiziato e non gli fu nemmeno concessa una sepoltura. Creonte ha deciso di lasciare Edipo in vita soltanto perché gode nel vederlo avvilito. 
Antigone, la figlia di Edipo, è una giovane ragazza dai comportamenti dissennati; Hercules cerca di rimetterla nella giusta strada, dato che lei ha diritto ad avanzare delle pretese nei confronti del trono di Tebe, e anche se la ragazza prova molta rabbia, nel profondo ha un buon cuore: era molto legata al fratello Polinice e sente terribilmente la sua mancanza. 
Creonte vede nella presenza di Hercules una minaccia, al pari del gruppo di ribelli che cospira per togliergli il trono, tuttavia lui sta lavorando a un'arma che gli consentirà di eliminare ogni suo nemico. Il suo obiettivo è distruggere Hercules e i ribelli, tuttavia intende risparmiare la vita ad Antigone ritenendola soltanto una ragazza insignificante. Creonte decide di far giustiziare uno dei ribelli, ma Hercules e Antigone lo salvano scappando via con lui e portando con loro anche Edipo. I quattro raggiungono l'accampamento dei ribelli, che in passato erano guidati da Polinice. Creonte può finalmente usare l'arma alla quale stava lavorando: un esplosivo generato dalla reazione dovuta alla miscela di due diverse sostanze. 
I soldati di Creonte attaccano l'accampamento dei ribelli generando confusione per merito delle loro armi esplosive, ma Hercules e Antigone aiutano i ribelli a sconfiggerli e a mettere in salvo Edipo. Antigone decide di andare a Tebe e di affrontare Creonte ma, sotto la sabbia all'esterno delle mura della città, scopre che sono stati posizionati dei congegni contenenti l'esplosivo che si aziona quando viene esercitata della pressione. Antigone calpesta per sbaglio un congegno, ma si salva allontanandosi velocemente prima che il congegno esploda. L'esplosione però colpisce Hercules che aveva seguito Antigone per salvarla. Hercules sopravvive all'esplosione, poi si mette a correre azionando i vari congegni esplosivi riuscendo a evitare di essere colpito dalle esplosioni e permettendo ai ribelli di attraversare la sabbia ora che i congegni esplosivi sono disattivati. Hercules e i ribelli impediscono a Creonte di giustiziare Antigone, combattendo contro i soldati del re e riuscendo a sconfiggerli. Creonte scappa da Tebe, ma poi si rende conto di aver calpestato uno dei congegni esplosivi nascosti sotto la sabbia. Capendo di essere condannato a morte, Creonte urla dalla rabbia, ma il suo grido viene azzittito dall'esplosione che lo uccide. Antigone viene eletta regina di Tebe, dando fuoco al corpo del fratello morto durante un degno rito funebre. Edipo vede il fantasma di Giocarta che finalmente trova la pace.
- Guest star: Mick Rose (Edipo), Stelios Yiakmis (Cleon), Mark Clare (Ministro della difesa), Paige Moss (Antigone), John Barker (giovane soldato).
- Altri interpreti: Elizabeth Hawthorne (Giocasta).

## Hercules contro i vampiri
- Titolo originale: Darkness Visible
- Diretto da: Philip Sgriccia
- Scritto da: Phyllis Strong

### Trama
Hercules e Iolao vengono raggiunti da Mateus, servo del loro amico Vlad, il principe della Dacia, il quale ha bisogno del loro aiuto perché il suo regno è sotto la minaccia degli strigoi. Hercules è piuttosto sorpreso dato che ha sempre pensato che gli strigoi, mostri conosciuti anche come "vampiri", fossero solo una leggenda. 
Hercules, Iolao e Mateus raggiungono la Dacia con una galea e al porto incontrano Galen e Darius, due guerrieri che vorrebbero incontrare Vlad, quest'ultimo aveva offerto il suo castello come rifugio agli abitanti della Dacia quando gli strigoi fecero la loro comparsa, in effetti anche la sorella di Galen è stata ospitata nel castello di Vlad e Galen vorrebbe rivederla. Durante il tragitto verso il castello, Hercules, Galen e Darius spiegano a Iolao che gli strigoi non sono diversi dagli uomini, differiscono principalmente per le zanne, inoltre non si riflettono negli specchi, e per ucciderli è necessario infilzare il loro cuore, uno strigoi può trasformare in un suo simile un essere umano, il quale torna come prima solo quando il capo degli strigoi viene ucciso. 
Una volta raggiunto il castello di Vlad, scoprono che questo è circondato da decine e decine di pali, ognuno dei quali con un cadavere infilzato e penzolante in cima: è opera di Vlad, cosa che gli è valsa l'epiteto di Vlad l'Impalatore. All'improvviso uno strigoi attacca Darius e lo morde al collo, Galen uccide lo strigoi con la sua polsiera nella quale è stato applicato un congegno che gli consente di lanciare un paletto di legno con cui lo colpisce al cuore, mentre Hercules uccide Darius che ormai si era trasformato in uno strigoi. 
Una volta giunti all'entrata del castello, Vlad accoglie con gioia Hercules e Iolao ospitando loro e anche Galen nella sua dimora. Vlad confessa a Hercules che ha ucciso il proprio padre dopo che egli attentò alla sua vita, i nemici del regno tentarono di approfittarsene per invadere la Dacia, i corpi infilzati da quei pali appartenevano ai soldati morti in battaglia, li ha appesi a quei pali solo dopo che erano morti, nella speranza di spaventare i suoi nemici. Hercules non si è accorto che l'immagine di Vlad non si è riflessa nello specchio: ora anche lui è uno strigoi. 
Hercules non si fida di Vlad, infatti in piena notte lui, Iolao e Galen perlustrano il castello, Hercules trova un passaggio segreto che conduce ai sotterranei e vi trova delle persone, vive ma indebolite: sono i rifugiati e sui loro corpi ci sono i segni dei morsi degli strigoi. Hercules ha capito che Vlad è uno strigoi, che le persone nei sotterranei fungono per lui da nutrimento, che Vlad ha ucciso suo padre perché era diventato uno strigoi e che poco prima di essere ucciso il padre di Vlad era riuscito a trasformare anche il figlio in uno strigoi. 
Vlad ha fatto convocare Hercules in Dacia affinché lo uccidesse e lo liberasse dalla condanna di essere un mostro, ma ora le cose sono cambiate: adesso Vlad ama essere uno strigoi. Anche la sorella di Galen è stata trasformata in uno strigoi, e lei a sua volta trasforma anche Galen e Iolao. Quest'ultimo tenta di opporsi alla sua nuova natura, ma fatica a mantenere l'autocontrollo. Hercules chiede a Vlad di far tornare Iolao umano, quindi Vlad gli offre un compromesso: farà tornare Iolao umano a patto che Hercules ceda il suo sangue di semidio a lui e agli altri strigoi in quanto li renderebbe ancora più forti. Hercules accetta e si fa chiudere in un piccolo scompartimento che una volta chiuso fa sì che degli aghi acuminati facciano pressione sul suo corpo facendo colare il sangue di Hercules su una coppa. Vlad e gli altri strigoi si nutrono del sangue di Hercules dalla coppa, ma poi iniziano a sentirsi male, cadendo nella trappola di Hercules che aveva assunto la cicuta il cui veleno era nel suo sangue: il veleno non può uccidere gli strigoi, ma può indebolirli, infatti la cicuta avrebbe ucciso Hercules, sennonché Vlad facendo estrarre il sangue contaminato dal corpo di Hercules ha fatto in modo che il suo corpo sconfiggesse il veleno. Hercules affronta Vlad e lo uccide, in questo modo Galen e sua sorella, così come Iolao, tornano normali. Hercules e Iolao lasciano la Dacia salutando Galen e sua sorella che li ringraziano.
- Guest star: Jeffrey Meek (Vlad), Stephen Lovatt (Galen), Tiffany de Castro (Sorella di Galen), Rafe Battiste (Darius).
- Altri interpreti: Jon Brazier (Mateus).

## Hercules e il monte dei Paschi di Grecia
- Titolo originale: Hercules, Tramps & Thieves
- Diretto da: Charles Siebert
- Scritto da: Vanessa Palce, Liz Friedman

### Trama
Autolico si offre di accompagnare Hercules in Tracia dove verrà inaugurata il Monte Paschi di Grecia, la prima banca di tutta la Grecia, Hercules accetta di farsi accompagnare da lui a patto che Autolico non tenti di derubare il Monte Paschi di Grecia. 
Una volta arrivati in Tracia, Hercules e Autolico assistono a uno spettacolo, a esibirsi è la cantante e ballerina esotica Lascivia, moglie di Autolico. I due si sposarono giovanissimi e vissero di furti, fino a quando Lascivia venne arrestata e Autolico non fece nulla per aiutarla. Quest'ultimo è sinceramente dispiaciuto per come tra lui e Lascivia sia finita, la donna all'inizio non sembra gradire la sua presenza, ma poi sembra disposta a concedergli una seconda possibilità. 
Qualcuno ruba tutto il denaro al Monte Paschi di Grecia, il ladro si è lasciato dietro un arpione, simile a quello che usa Autolico, però Hercules si rifiuta di credere che lui abbia rubato quei soldi dato che gli aveva promesso che non lo avrebbe fatto. Le autorità danno la caccia ad Autolico, ma lui riesce a fuggire, tuttavia Hercules lo trova e lo convince a costituirsi in modo da provare la sua innocenza. Stranamente Autolico decide di dichiararsi colpevole, Hercules ha capito che è stata Lascivia e anche Autolico è arrivato alla stessa conclusione, si è addossato la colpa solo per farsi perdonare da Lascivia. La cosa rischia di sfuggire di mano quando viene emessa su Autolico la sentenza di morte: Hercules convince le autorità a risparmiargli la vita a patto che il denaro rubato venga restituito. 
Hercules fa credere a Lascivia che al Monte Paschi di Grecia ci sia una stanza segreta dove vengono custoditi gli oggetti di valore, lei credendo alle sue parole torna al Monte Paschi di Grecia per cercare la fantomatica stanza, e Hercules la coglie sul fatto, lei lo affronta armata di spada, ma pur mettendolo in difficoltà, Hercules la disarma. Quest'ultimo convince Lascivia a restituire il maltorto almeno per evitare che Autolico venga condannato a morte, ma i complici di Lascivia non intendono restituire il denaro, tuttavia Hercules li sconfigge facilmente. 
Proprio quando Autolico sta per essere impiccato, Hercules e Lascivia riportano il denaro al Monte Paschi di Grecia facendo credere a tutti che Autolico aveva finto di rubare il denaro solo per mettere alla prova la sicurezza del deposito. Prosciolto dalle accuse, Autolico tenta una riconciliazione con Lascivia, la quale si limita a dirgli di "rimanere nei paraggi" lasciando aperta la possibilità che forse un giorno torneranno insieme.
- Guest star: Traci Lords (Lascivia), Patrick Kake (Lynk), Glen Drake (Klunter), Stephen Hall (Posse Leader), John Palino (Emcee).
- Altri interpreti: Bruce Campbell (Autolico).
- Note: Questo è l'ultimo episodio della serie Hercules in cui compare il personaggio di Autolico.

## Hercules in Egitto
- Titolo originale: City of the Dead
- Diretto da: Chris Long
- Scritto da: Tom O'Neill, George Strayton

### Trama
Hercules e Iolao vanno in Egitto con la galea, in effetti Iolao non vede l'ora di arrivare, conoscendo bene i miti sugli Dei egiziani, inoltre vuole vedere le piramidi e il fiume Nilo, tuttavia Hercules gli ricorda che il loro non è un viaggio di piacere, infatti devono aiutare la regina Nefertiti a concludere un trattato di pace con la Grecia. Nefertiti non è stimata dalla figlia Amensu dato che quest'ultima vorrebbe mobilitare le forze armate egizie contro la Grecia dato che le divinità greche sono ancora deboli dopo la battaglia contro Dahak, ma sua madre è irremovibile, l'unica cosa che vuole è consolidare la pace con la Grecia, trovando supporto nel figlio Ramses.  
Una volta che Hercules e Iolao giungono al Cairo impediscono ad alcuni uomini di fare del male a Nefertiti, dopo che questi avevano fatto irruzione nella sua camera da letto. Iolao ha sentito alcune voci sul libro conosciuto come il Necronomicon, Nefertiti gli spiega che per evitare che cadesse nelle mani sbagliate lo fece nascondere da alcuni sacerdoti.  
Ramses in realtà è in combutta con sua sorella, fa forgiare un sigillo simile a quello usato dalla madre, poi mostra ai sudditi un accordo su un papiro, che a suo dire è stato stipulato da Nefertiti con la Grecia, che attesta che la regina è pronta a cedere metà del regno egiziano con l'aggiunta del sigillo di Nefertiti. Ma Hercules scredita Ramses dal momento che ha capito che il sigillo è falso, infatti Hercules mostra a tutti l'ustione che Ramses si è procurato alla mano che aveva tentato di nascondere con un bendaggio, l'ustione ha la forma del sigillo dal momento che lo aveva toccato poco dopo che era stato forgiato. Con la prova del tradimento di Ramses, la madre a malincuore lo condanna a morte. Nefertiti spiega a Hercules che lei amava il marito, ma lui era un guerrafondaio, e quando è morto lei una volta alla guida dell'Egitto si è prodigata per la pace, trascurando i suoi doveri di madre, infatti ormai ha un rapporto pressoché inesistente con i suoi figli.  
Amensu fa fuggire Ramses il quale non si arrende e uccide l'uomo a cui Nefertiti aveva affidato la mappa per trovare il Necronomicon, questo gesto porta Amensu a riconsiderare la sua opinione su Ramses dato che l'uomo che lui ha ucciso era uno dei loro precettori a cui Amensu era affezionata.  
Nefertiti rivela a Hercules che suo marito morì perché voleva usare Necronomicon per diventare una divinità, lei gli strappò il libro impedendogli di diventare un dio e il potere del Necronomicon lo uccise. Iolao deduce che il Necronomicon si trova nella Città dei Morti e lì trovano Ramses che ormai è entrato in possesso del Necronomicon, e con i suoi nuovi poteri dà vita a due statue di pietra che attaccano Hercules e Iolao, i due sono in difficoltà ma quando le due statue si apprestano a colpirli, i due si scansano all'ultimo momento e le due statue si distruggono a vicenda.  
Ramses evoca un tornado e lui al centro di esso si appresta a diventare una divinità, Hercules lo mette in guardia perché suo padre morì proprio per aver cercato potere dal Necronomicon, ma Ramses già lo sapeva tuttavia lui ritiene che non farà la stessa fine. Ramses dalla mano proietta un raggio di energia con il quale colpisce Hercules immobilizzandolo, ma Iolao lancia contro Ramses un asse si legno colpendolo, liberando Hercules che toglie il Necronomicon dalle mani di Ramses, il libro viene preso da Amensu, che decide di consegnarlo a Hercules avendo capito che Ramses non agisce per il bene dell'Egitto, ma solo per il proprio egocentrismo. Ramses ormai è pronto a tutto pur di diventare un dio, infatti si posiziona nuovamente al centro del tornado, ma senza il Necronomicon non può più diventare una divinità e muore. Dopo questa vicenda Nefertiti e Amensu decidono di fare un tentativo per riconciliarsi. 
- Guest star: Gabriella Larkin (Nefertiti), Josephine Davison (Amensu), Toi Iti (Ramses).

## Hercules e il sortilegio
- Titolo originale: A Wicked Good Time
- Diretto da: Adam Nimoy
- Scritto da: Liz Friedman, Vanessa Place

### Trama
Hercules, accompagnato da Iolao, va a trovare Lilith e la figlia Seska, quest'ultima ormai si è diplomata all'accademia, ma è diventata irrequieta e attaccabrighe. Arriva anche a picchiare Magnus, il figlio del magistrato del villaggio dove vive. 
Discordia convince due delle sue protette, Haleh e Sariah, a convincere Seska a praticare la stregoneria con loro perché è necessaria una Triade per usare i poteri del libro magico. Le due spiegano a Seska che il primo stregone Nekros trovò il modo di apprendere poteri analoghi agli Dei, e Seska sembra incuriosita. Quest'ultima vuole usare il potere della stregoneria per dare una lezione a Magnus, ma la cosa prende una brutta piega, infatti con la magia trasformano Magnus in un mostro, il ragazzo si agita, Hercules si avvicina a lui per tranquillizzarlo, ma non appena lo tocca Haleh lo fa tornare come prima, per poi accusare Hercules di essere uno stregone, inoltre con i suoi poteri Seska si mette a levitare davanti a tutti accusando Hercules di usare la magia per farla fluttuare. Hercules viene arrestato, ma decide di non opporre resistenza, Iolao tenta di convincerlo a raccontare la verità, cioè che sono Seska, Haleh e Sariah le vere streghe, ma Hercules non vuole metterle nei guai temendo che possano bruciarle sul rogo. Hercules è consapevole che la stregoneria può essere acquisita solo tramite insegnamento, e non tarda a capire che è stata Discordia a istruire le streghe. 
Il padre di Magnus processa Hercules affermando che egli non è un semidio come ha sempre affermato, ma uno stregone, dal momento che non c'è una prova concreta che Hercules sia il figlio di Giove, addirittura accusa Hercules di aver creato problemi con la stregoneria al solo fine di risolverli e fingersi un eroe. Il magistrato accusa Lilith di simpatizzare per Hercules e di essere sua complice, a quel punto Hercules per non mettere nei guai l'amica, si dichiara colpevole. 
Haleh con la magia fa fuggire Hercules dalla sua cella, adesso le guardie gli danno la caccia dato che tutti lo credono un fuggitivo. Discordia appare a Hercules divertendosi a provocarlo, ma Hercules le fa tenere presente che Haleh è troppo ambiziosa, non accetterà di sottostare per sempre all'autorità di Discordia, ma soprattutto le fa notare che ora che possiede il libro magico lo userà contro di lei. Discordia capisce che Hercules ha ragione, quindi affronta Haleh che però, tramite un incantesimo trasforma Discordia in un cubo. Haleh, aiutata da Sariah e Seska, usa il libro per evocare lo spirito di Nekros che prende possesso del corpo di Haleh. 
Interviene Hercules che affronta Nekros, quest'ultimo lancia contro di lui un globo di energia, ma Hercules usa il libro magico per deviarlo contro di lui distruggendo sia Nekros che Haleh. Seska e Sariah si sentono in colpa per aver permesso a Haleh di manipolarle e (dopo aver parlato col magistrato scagionando Hercules dall'accusa di stregoneria) usano la magia per far tornare Discordia come prima.
- Guest star: Katrina Browne (Haleh), Jodie Rimmer (Seska), Susan Brady (Lilith).
- Altri interpreti: Meighan Desmond (Discordia).

## Hercules e i poteri di Evander
- Titolo originale: Full Circle
- Diretto da: Bruce Campbell
- Scritto da: Alex Kurtzman, Roberto Orci

### Trama
Hercules e Iolao vanno a trovare la loro amica Nemesi e il suo bambino Evander, il figlio che Nemesi ha avuto da Marte (Hercules e il figlio di Marte) il quale ormai è un fanciullo. Una volta raggiunta la casa di Nemesi scoprono da lei che Giove le ha portato via Evander in modo da insegnargli a controllare bene i suoi poteri, che ormai sono già superiore a quelli di Marte. 
Evander semina il panico in un villaggio creando un mostro con i suoi poteri, ma quando arrivano Hercules e Iolao il bambino fa svanire il mostro. Hercules mette in chiaro con Giove che Evander rimarrà con la madre, tuttavia dato che Giove è il nonno di Evander tiene a precisare che pure lui ha dei diritti nei confronti del bambino, ormai Evander è l'unico legame che vincola Giove ai mortali, vuole portarlo con lui sull'Olimpo, non ha intenzione di separare Evander e Nemesi, terrà il nipote sotto la propria custodia il tempo necessario per insegnargli a controllare bene i suoi poteri, rivelando a Hercules che Nemesi stava per morire a causa del figlio il quale non avendo controllo sui suoi poteri stava per uccidere la madre, Nemesi si salvò solo perché Giove l'aveva protetta. 
Hercules raggiunge un compromesso con Giove: riporterà Evander da Nemesi, ma contemporaneamente gli insegnerà come padroneggiare il suo potere. Hercules capisce che la chiave per aiutare Evander a usare i suoi poteri con consapevolezza è l'empatia, e infatti Evander con i propri poteri ricostruisce le case distrutte dal mostro che lui stesso aveva creato. 
Hercules e Iolao si divertono a giocare con Evander mentre lo riportano dalla madre, calata la notte i tre si addormentano all'aperto, ma il mattino dopo quando si svegliano vedono Marte che è venuto a trovarli, mentre Evander è scomparso. Hercules e Iolao danno per scontato che Marte lo abbia rapito, tuttavia Marte mette in chiaro che, sebbene Evander sia suo figlio, prova solo indifferenza per lui, è stato Giove a rapirlo, ciò che ha sempre voluto è che Evander imparasse ad avere controllo sui suoi poteri affinché li usasse per liberare Giunone dall'Abisso dell'Averno dove Hercules l'aveva sigillata (Hercules contro Giunone) e adesso può riuscirci dal momento che Hercules gli ha insegnato come usare bene i poteri che possiede. 
Hercules è consapevole di quanto possa essere rischioso liberare Giunone dall'Abisso dell'Averno dal momento che lì sono imprigionati anche i Titani, Giove porta il nipote nell'Abisso dell'Averno spiegandogli che Giunone, la nonna di Evander, è imprigionata lì, tutta sola con i Titani, manipolando il bambino facendo leva sulla sua ingenuità affinché Evander di sua iniziativa liberi Giunone con i suoi poteri, proprio in quel momento sopraggiungono Hercules e Iolao, ma è troppo tardi, Evander ha liberato Giunone, che però ha perso la memoria. 
Giove e Hercules hanno un violento litigio, quest'ultimo non gli perdona di aver manipolato il nipote solo per il proprio tornaconto personale, Giove però gli spiega che non aveva altra scelta, l'Abisso dell'Averno venne creato da Kronos in modo che solo il potere di un paradosso potesse annullarne la forza, infatti Evander rappresenta un paradosso vivente (il potere di un dio e l'innocenza di un bambino). Giunone è la moglie di Giove, quest'ultimo la ama ancora, in passato Giunone non era una malvagia, è stato Giove con le sue infedeltà a renderla crudele, ma ora vuole essere il marito che lei merita. 
Ad un tratto Hercules, Iolao, Giunone e Giove percepiscono un terremoto, Evander infatti ha liberato i Titani credendo di fare la cosa giusta, liberando Oceano il titano dell'acqua ed Elios il titano del fuoco. Hercules affida Evander a Giove e Giunone affinché lo riportino da Nemesi, intanto Hercules ora deve fermare i due Titani, i quali proprio come Giunone hanno perso la memoria.
Marte convince Elios e Oceano a distruggere il Monte Olimpo, in questo modo gli Dei perdendo la loro dimora saranno senza protezione e i Titani potranno ucciderli tutti, Marte chiede solo in cambio di rimanere l'unica divinità dominante, tuttavia è ben consapevole che Oceano ed Elios non sono abbastanza forti per riuscirci da soli, hanno bisogno di un terzo titano, il quale è persino più forte di loro: Atlante. 
Hercules è adirato con suo padre il quale per tornare con la moglie ha messo il mondo in pericolo ora che i Titani sono a piede libero, tuttavia Iolao cerca di far capire a Hercules il punto di vista di Giove, perché anche Iolao con il proprio padre ha commesso l'errore di pretendere sempre troppo da lui, perché la realtà dei fatti è che i genitori sono comunque soggetti a commettere degli errori come tutti, e anche se Giove ha sbagliato ormai gli è rimasta solo Giunone, è per questo che desiderava riaverla al suo fianco. Giunone e Giove, prima di riportare Evander dalla madre, passano una piacevole giornata a giocare con lui, Giunone non ricorda nulla del proprio passato, ma ha la sensazione di aver amato tantissimo il marito. 
Evander trova una colomba senza vita, a quel punto i suoi nonni, per la felicità nel nipote, combinano i loro poteri per riportarla in vita. Marte, Elios e Oceano raggiungono le montagne innevate, è lì che Giove sigillò Atlante, in un'enorme parete di ghiaccio, ma Elios lo libera e Atlante si rivela ben disposto ad aiutare Marte a sterminare gli Dei. Arrivano poi Hercules e Iolao, i quali combattono contro Oceano e Elios, mentre Atlante e Marte si dirigono verso l'Olimpo, intanto Hercules e Iolao sconfiggono i due Titani usando l'astuzia, in modo che Elios e Oceano si distruggano vicendevolmente con i loro stessi poteri. 
Marte conduce Atlante ai piedi dell'Olimpo mostrandogli una grotta che era ben nascosta da un'illusione, al suo interno troverà un pilastro di pietra, è esso che sorregge l'Olimpo e se lo distrugge, l'Olimpo cadrà. Hercules tenta di fermare Atlante, ma Iolao non ritiene necessario intromettersi in questa vicenda, infatti Iolao trova inutile tentare di salvare gli Dei dato che non sono nemmeno loro amici, tuttavia Hercules non vuole fermare Atlante per salvare gli Dei, ma il genere umano, spiegando all'amico che se il pilastro che tiene in piedi l'Olimpo venisse distrutto, l'intero monte cadrebbe al suolo con una forza di impatto paragonabile a quella di una cometa, ciò devierebbe la traiettoria terrestre di conseguenza la Terra potrebbe allontanarsi dal Sole o avvicinarsi troppo ad esso, ma in entrambi i casi ciò porterebbe alla rovina. 
Marte, usando un filo del telaio delle Parche, restituisce a sua madre Giunone la memoria perduta, e lei rientrata in possesso dei propri ricordi, trasforma Giove in una statua di pietra. Hercules raggiunge Atlante il quale purtroppo distrugge il pilastro di pietra che sorreggeva l'Olimpo, arrivano poi Evander e Giunone, quest'ultima lancia contro Hercules un globo di energia per pietrificarlo, ma Hercules con uno spuntone di pietra lo devia contro Atlante che si trasforma in una statua di pietra che adesso sorreggerà l'Olimpo al posto del pilastro che lui stesso aveva distrutto. 
L'Olimpo è salvo, ma Evander muore a causa di una roccia che durante lo scontro con Atlante e Giunone gli era caduta addosso uccidendolo, Giunone non voleva far del male a suo nipote, è stato un incidente, Hercules la supplica di riportarlo in vita, ma lei non può farlo, ha bisogno dell'aiuto di Giove (come avevano fatto con la colomba). Giunone fa tornare Giove come prima, quest'ultimo è allibito nel vedere il corpo senza vita del nipote, tuttavia Hercules fa tenere presente a Giove e Giunone che sono loro i responsabili della morte di Evander, entrambi hanno sbagliato, Giove con i suoi tradimenti e Giunone con la sua incapacità di contenere la propria rabbia, ritenendo che devono porre fine al loro conflitto che ha portato solo vittime. 
Hercules è della convinzione che Evander possa diventare un uomo capace di riscattare gli errori dei suoi nonni, infine Giove e Giunone si riconciliano e unendo i loro poteri riportano in vita Evander. 
Quest'ultimo torna da Nemesi, accompagnato da Hercules e Iolao, i due poi ricevono la visita di Marte il quale giura che prima o poi li sconfiggerà, ma Hercules e Iolao si divertono a sbeffeggiarlo, infatti Marte va via deluso constatando che i due ormai sono indifferenti alle sue minacce. 
La speranza di Iolao e Hercules è che, con la riconciliazione di Giove e Giunone, i due potranno realmente aiutare gli uomini, tuttavia Iolao domanda a Hercules se quest'ultimo prenderà mai in considerazione l'idea di abbandonare questo stile di vita caotico e pericoloso preferendone invece uno più serafico. Hercules si limita a rispondergli che forse, in futuro, potrebbe anche decidere di ritirarsi ma sente che quel momento non è ancora giunto, Iolao sapendo in fondo di non essere diverso da Hercules e che nemmeno lui può rinunciare ai pericoli e alle sfide, si rimette in viaggio con il suo amico in cerca di altre avventure.
- Guest star: David Press (Atlante), Meg Foster (Giunone), Charles Keating (Giove).
- Altri interpreti: Kevin Tod Smith (Marte).